# Plantago sempervivoides
Plantago sempervivoides är en grobladsväxtart som beskrevs av Dusen. Plantago sempervivoides ingår i släktet kämpar, och familjen grobladsväxter. Inga underarter finns listade i Catalogue of Life.